# سيلتي
شعب سيلتي أو شعب السيلت (باسيلتيه ስልጤ)، هي مجموعة عرقية في جنوب إثيوبيا. وهم يسكنون منطقة سيلتاي والتي اليوم هي جزء من منطقة الأمم والقوميات والشعوب الجنوبية. ويعود أصل السيلتي إلى مدينة هرار. ويعيش عدد كبير من سيلتي في أديس أبابا وأدماما وغيرها من المدن والمراكز الحضرية الأصغر في جنوب إثيوبيا حيث يكسبون رزقهم، ويمتهنون مهن مختلفة على سبيل المثال، التجارة وحراسة المتاجر الصغيرة. ويمارس السيلتيون الذين في الريف حرفة الزراعة.
تتألف سيلت اليوم من المجموعات الفرعية التاريخية الرئيسية التالية: أزيرنيت، بيربير، أليتشو، ورويرو، ميلغا (أو أولباريج) وسيلتاي (أو سوموسيلت).اسم سيلتي (للمجموعة الفرعية) مشتق من السلف المزعوم جين سيلتي تم اختيار الإيثنيم الحديث سيلتي في ذكرى هذا الجد ونتيجة لذكريات الماضي من السلطنة إسلامية قديمة من مملكة الشعب هديه.
الغالبية العظمى من أفراد شعب سيلتي هم من االمسلمين حيث يشكلون 97.60% من الشعب تليها المسيحية الأرثوذكسية الإثيوبية بنسبة 2.03%.